# Verdi colline d'Africa
Verdi colline d'Africa (Green Hills of Africa, 1935) è un romanzo autobiografico dello scrittore statunitense Ernest Hemingway.
Racconta del primo safari in Africa Orientale a cui Hemingway e la moglie Pauline Pfeiffer parteciparono nel dicembre del 1933, con la guida del leggendario Philip Percival. Quasi tutta la storia si svolge nella regione del Lago Manyara, fra Kenya e Tanzania. L'opera fu pubblicata per la prima volta a puntate su Scribner's Magazine, dal maggio al novembre del 1935, con illustrazioni di Edward Shenton.
Il safari del 1933 fu anche ispirazione per due racconti brevi di Hemingway: La breve vita felice di Francis Macomber e Le nevi del Chilimangiaro. Il secondo safari di Hemingway, compiuto fra il 1953 e il 1954, è narrato in Vero all'alba (True at First Light).
Il romanzo fu accolto tiepidamente dai critici, che peraltro in un passaggio del libro chiamava "pidocchi che strisciano sulla letteratura". Edmund Wilson lo definì il "solo libro veramente debole" di Hemingway e Bernard de Voto disse di ritenerlo "un libro proprio piccolo per essere scritto da un grande uomo". Hemingway dichiarò di ritenere ingiusti questi giudizi. Ormai prossimo alla morte, nel novembre del 1958, Hemingway offrì i diritti della traduzione polacca di Verdi colline d'Africa come premio per il miglior romanzo polacco del 1959.

## Trama

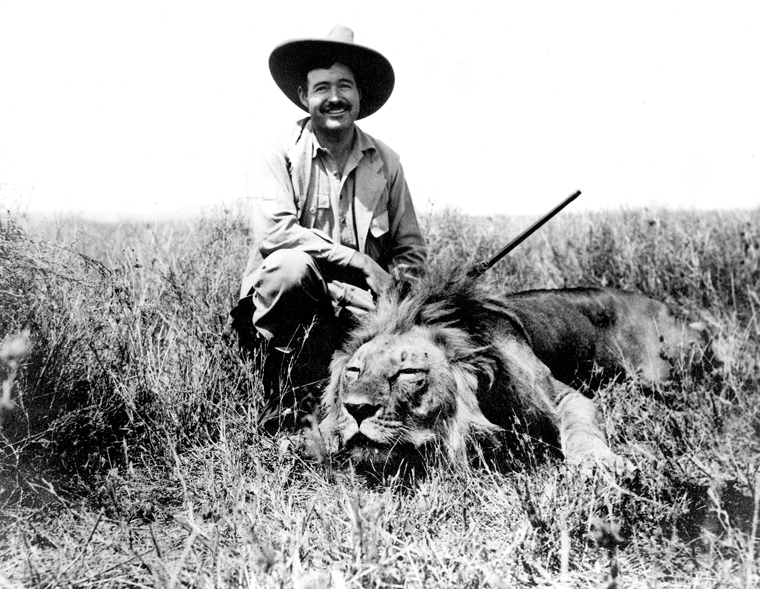
Ernest Hemingway accanto a un leone abbattuto nel 1934

Il libro è un diario in forma romanzata del safari compiuto dal protagonista-autore in Africa. Vi trovano ampio spazio le colorate descrizioni sia della caccia grossa che del paesaggio africano. In diversi momenti dell'opera Hemingway introduce digressioni sul mestiere dello scrittore e sulla storia della letteratura, in particolare statunitense.
Durante una conversazione che avviene tra l'autore e Kandinsky, che è colui che organizza il reclutamento degli indigeni, i due parlano di libri e di scrittori e quando Kandinsky chiede a Hemingway quali siano i buoni scrittori, egli risponde che tutta la Letteratura Americana moderna deriva da Le avventure di Huckleberry Finn di Mark Twain.
(Ernest Hemingway, Verdi colline d'Africa)

## Edizioni italiane
- Ernest Hemingway, Verdi colline d'Africa, traduzione di Attilio Bertolucci e Alberto Rossi, collana Il Bosco, Arnoldo Mondadori, 1961,  p. 241.